# Андреа Фільзер

Андреа Фільзер (нім. Andrea Filser) — німецька гірськолижниця,  медалістка чемпіонату світу. 
Бронзову медаль чемпіонату світ Фільзер виборола у командних  змаганнях з паралельного слалому на світовій першості 2021 року, що проходила в італійській Кортіні-д'Ампеццо.